# Niederloh (Buchbach)
Niederloh ist ein Gemeindeteil des Marktes Buchbach im oberbayerischen Landkreis Mühldorf am Inn.

## Geografische Lage
Die beiden Anwesen der Einöde Niederloh liegen auf der Gemarkung Felizenzell im Gemeindegebiet des Marktes Buchbach in der Region Südostoberbayern im Alpenvorland inmitten des tertiären Hügellandes zwischen den Tälern der Vils im Norden und der Isen im Süden. Die Landeshauptstadt München ist rund 63 km entfernt.

## Geschichte
Die Einöde Niederloh hatte 1861 acht Einwohner und fünf Gebäude. Es lag seit dem bayerischen Gemeindeedikt von 1818 in der Gemeinde Felizenzell und gehörte zur katholischen Pfarrei Buchbach. Am 1. Januar 1972 wurde sie im Zuge der Gebietsreform in Bayern nach Buchbach eingegliedert. Im Mai 1987 lebten dort acht Einwohner in einem Wohngebäude.

## Sehenswürdigkeiten
Das Bauernhaus des ehemaligen Dreiseithofes (Niederloh 1) mit einem zweigeschossigen Wohnteil mit vorgezogenem Giebelteil und umlaufendem, zum Teil von der vorgezogenen Giebelwand überdachtem Schrot stammt aus der Biedermeierzeit um 1820/30. Es wurde im Rahmen einer Nachqualifizierung in die Liste der Baudenkmäler in Buchbach (Oberbayern) aufgenommen.
Das Niederloher Kreuz steht an der Kreuzung der Straßen von Niederloh, Oberloh, Schmiedberg und vom Zellbründl im Schatten zweier großen Kastanien. Die Familie Hargasser errichtete es um 1825, vermutlich nachdem jemand an diesem Ort verunglückt war. Es wurde um 1930 und 1986 renoviert.
Ein reichgeschmückter Barockaltar aus Niederloh steht seit 1961 als Leihgabe in der Wallfahrtskapelle Zellbrünnl (Maria Brünnl) in einem kleinen Auwäldchen zwischen Buchbach und Felizenzell.